# Портал Здраве-ЕС
Портал „Здраве-ЕС“ е официален портал за обществено здраве на Европейския съюз, съдържащ богата и разнообразна информация за здравни въпроси и дейности в европейски и международен мащаб.

## Цели
Основната цел на този тематичен портал е да предостави лесен достъп на европейските граждани до подробни сведения за програмите и инициативите на ЕС за обществено здраве. Порталът има за цел да помогне за изпълнение на целите на ЕС в тази област и е важно средство за оказване на влияние върху навиците и за постепенно подобряване на общественото здраве в 27-те страни от ЕС.
Порталът е инициатива на Програмата на Общността за обществено здраве 2003 – 2008 г., имаща за цел да позволи по-голямо участие на хора, институции, асоциации, организации и органи в здравния сектор. Обръща се внимание на правото на гражданите да получават проста, ясна и научно издържана информация за мерките за предотвратяване на болести и опазване на здравето. Сред основните цели на портала е да убеди гражданите, че те също носят отговорност за подобряване на своето здраве. По-добрата осведоменост за дейностите и програмите на ЕС за обществено здраве ще помогне на хората да ги подкрепят и да допринасят за тях.

## Потребители
Портал Здраве-ЕС е насочен към онези, които искат да бъдат информирани по здравни въпроси, и към онези, които искат да следят новините за политиките и решенията на европейско, национално и международно равнище. Порталът е също така важен източник на информация за професионалисти, администрации, политици и заинтересовани лица в областта на здравеопазването. Той е достъпен за всички, включително за по-възрастни хора и хора с увреждания, тъй като спазва международните правила за достъпност. На потребителите експерти порталът предоставя достъп до статистически бази данни за общественото здраве.

## Информация
Лесно можете да се намери необходимата информация в разделената на теми структура. Всяка тема води до съответните подтеми, например „Моят начин на живот“ води до „Хранене“, където има богати сведения и връзки към политиките и дейностите на Европейския съюз. Националните политики по всяка тема се намират в специално посветения на държавите членки раздел. В друг специален раздел е включена информацията за приноса на европейски неправителствени и международни организации за развитието на общественото здраве. Когато е възможно, преки връзки препращат читателя направо към търсената страница по темата.
Разделите Новини, основни Прояви в Европа и Съобщения за медиите позволяват следене и участие в последните важни решения и събития в сферата на здравеопазването на национално и международно равнище.
Порталът предлага достъп също до законодателни актове, приети от европейските институции и до публикации на ЕС за лесно запознаване с целите на Съюза и средствата, които той използва за постигането им.